# 395
| 395                |
| ------------------ |
| Dødsfald - Fødsler |
|                    |

| Gregoriansk kalender | 395 CCCXCV              |
| Ab urbe condita      | 1148                    |
| Armensk kalender     | I/T                     |
| Kinesiske kalender   | 3091 – 3092 甲午 – 乙未 |
| Etiopisk kalender    | 387 – 388               |
| Jødisk kalender      | 4155 – 4156             |
| Hindukalendere       |                         |
| - Vikram Samvat      | 450 – 451               |
| - Shaka Samvat       | 317 – 318               |
| - Kali Yuga          | 3496 – 3497             |
| Iransk kalender      | 227 BP – 226 BP         |
| Islamisk kalender    | 234 BH – 233 BH         |

## Begivenheder
- Romerriget deles i en vestlig og en østlig del.

## Dødsfald
- Theodosius den Store, romersk kejser (sidste enekejser over riget)